# Виршій-Марі
Виршій-Марі (рум. Vârșii Mari) — село у повіті Алба в Румунії. Входить до складу комуни Бістра.
Село розташоване на відстані 313 км на північний захід від Бухареста, 44 км на північний захід від Алба-Юлії, 60 км на південний захід від Клуж-Напоки.

## Населення
За даними перепису населення 2002 року у селі проживали 12 осіб, усі — румуни. Усі жителі села рідною мовою назвали румунську.